# ميزران (السبرة)

تعديل مصدري - تعديل

ميزران محلة تابعة لقرية خيران، التابعة لعزلة زبيد بمديرية السبرة إحدى مديريات محافظة إب في الجمهورية اليمنية.، بلغ تعداد سكانها 37 حسب تعداد اليمن لعام 2004.